# Welder
Pour les articles homonymes, voir Marçal.
Welder da Silva Marçal, dit Welder, est un footballeur brésilien né le 16 janvier 1991 à Franca (Brésil). Il évolue au poste de latéral-droit.

## Biographie
Le 26 juillet 2013, il est officiellement présenté comme recrue du Sporting Clube de Portugal en vue de la saison 2013-2014. Néanmoins, sa saison est un véritable fiasco : incapable de convaincre le staff technique, il ne dispute aucun match avec l'équipe première, et seulement huit avec l'équipe réserve. À l'issue de la saison, les dirigeants du Sporting CP décident logiquement de ne pas lever son option d'achat.

## Statistiques
| Saison      | Club        | Pays     | Championnat | Championnat | Championnat | Coupes nationales | Coupes nationales | Coupe d'Europe | Coupe d'Europe | Coupe d'Europe | Total  | Total |
| Saison      | Club        | Pays     | Division    | Matchs      | Buts        | Matchs            | Buts              | Type           | Matchs         | Buts           | Matchs | Buts  |
| ----------- | ----------- | -------- | ----------- | ----------- | ----------- | ----------------- | ----------------- | -------------- | -------------- | -------------- | ------ | ----- |
| 2013 - 2014 | Sporting CP | Portugal | Liga        | 0           | 0           | 0                 | 0                 | -              | -              | -              | 0      | 0     |

Dernière mise à jour le 21 mai 2014.

## Palmarès
- Vainqueur de la Copa Libertadores en 2012 avec les Corinthians
- Champion du Brésil en 2011 avec les Corinthians